# Eva Perea Muñoz
Eva Perea Muñoz (Bilbao, España; 1964) es una profesora universitaria e investigadora española. Doctora en Ciencias Económicas y Empresariales, fue rectora de la Universidad Abad Oliva CEU entre 2017 y 2019, y vocal del Consejo Escolar del Estado.

## Formación
Perea es licenciada en Ciencias Políticas y Sociología por la Universidad de Deusto (especialidad en Organización Industrial) y doctora en Ciencias Económicas y Empresariales por la Universidad Abad Oliva CEU, con una tesis sobre el acceso de las empresas españolas al mercado chino (Accesing to the Chinese market. A critical look at the challenges and best practices of Spanish firms). Tiene también un MBA (Máster of Business Administration) por la Universidad Heriot-Watt (Edimburgo, Escocia) y un máster en Investigación en Ciencias Sociales por la Universidad Abad Oliva CEU.

## Trayectoria
Ha formado parte de la oficina comercial de la Embajada de España en La Haya y durante ocho años de la Comisión Europea, en Luxemburgo, así como de la Cámara de Comercio de Barcelona. Ha prestado servicios en Oxfam Intermón, el grupo cooperativo Mondragón y en la Asociación Española de Exportadores de Productos Electrónicos.
En la Universidad Abad Oliva CEU ha desempeñado diferentes responsabilidades en el Consejo de Gobierno: vicerrectora de Ordenación Académica, decana de la Facultad de Ciencias Sociales y rectora entre los años 2017 y 2019, siendo la primera mujer en ocupar dicho puesto.
Forma parte de la Cátedra de Empresa Familiar y Creación de Empresas de esta universidad. En septiembre de 2018 se incorporó al Consejo Escolar del Estado como vocal.

## Actividad académica e investigadora
Imparte clases de Economía y Empresa en la Facultad de Derecho y Economía de la Universidad Abad Oliva CEU. Ha realizado estancias de investigación en la Universidad Católica de Lyon, la Corvinus University de Budapest, la Dublin City University y la Université Côte d’Azur, entre otras. Sus investigaciones se centran en el emprendimiento, la responsabilidad social corporativa, la internacionalización y la dirección estratégica.

## Publicaciones y divulgación
Su tesis Accesing to the chinese market. A critical look at the challenges and best practices of spanish firms ha sido publicada por CEU Ediciones en formato de libro electrónico.
Es también autora del libro Cambio de Rumbo publicado en 2008 por Ediciones Martínez Roca (Grupo Planeta).

Ha escrito, en colaboración con el grupo de investigación del que forma parte, numerosos artículos sobre el engagement de los consumidores en las redes sociales. 
Ha sido participante habitual de la sección «Tertulia de Mujeres» del programa En días como hoy que presentaba Juan Ramón Lucas en Radio Nacional de España.